# روي فوستر
روي فوستر (بالإنجليزية: Roy Foster)‏ هو لاعب كرة قاعدة أمريكي، ولد في 29 يوليو 1945 في بيكسبي في الولايات المتحدة، وتوفي في 21 مارس 2008 في تلسا في الولايات المتحدة.

## وصلات خارجية
- روي فوستر على موقعبيزبول رفرنس.كوم (الدوري الرئيسي) (الإنجليزية)